# Tempe (Grækenland)
 For alternative betydninger, se Tempe. (Se også artikler, som begynder med Tempe)
Tempe (græsk: Témbi) er en dal i det nordlige Thessalien i Grækenland som af græske digtere blev kaldt Apollons og musernes favoritsted. Den ligger mellem bjergene Olympen i nord og Ossa i syd. Dalen er 10 km lang, enkelte steder så trang som 25 meter og har klipper som er næsten 500 meter høje. Gennem den løber floden Pineios på sin vej til Det Ægæiske Hav.
På den højre bred af Pineios stod et tempel dedikeret til Apollon, nær stedet hvor laurbærbladene som blev brugt til at krone de sejrende i de Pythiske lege blev samlet. Tempe–dalen var også hjem til Aristaios, Apollons og Kyrenes søn, og det var her han jagtede Eurydike, Orfeus kone, som blev bidt af en slange mens hun flygtede og døde. I det 13. århundrede blev en kirke tilegnet helgenen Aghia Paraskevi rejst i dalen.
Tempe–passet er et strategisk pas i Grækenland da det ligger hvor hovedvejen fra nord mod syd passerer. På grund af sin strategiske position har det været en slagmark op gennem historien. I 480 f.Kr. forsøgte 10.000 athenere og spartanere at stoppe Xerxes Is invasion, men blev omgået via Sarantoporo. Under den tredje makedonske krig i 164 f.Kr. brød romerne gennem Perseus forsvar og besejrede ham senere i slaget ved Pydna.
Under Andriskos revolution i 148 f.Kr. var dalen åstedet for nok en konflikt. Der var andre slag som blev udkæmpet der under barbarraiderne som markerte slutningen på romertiden i Grækenland og i bysantinsk og det osmanske rige tid. I dag er Tempe for de fleste grækere kendt for den dårlige vej som går gennem og ulykkerne som dette har ført til, som i 2003 da en hel skoleklasse fra Imathia omkom.